# Ves Touškov
Ves Touškov (en allemand : Tuschkau, précédemment : Tuschkau Dorf) est une commune du district de Plzeň-Sud, dans la région de Plzeň, en République tchèque. Sa population s'élevait à 335 habitants en 2022.

## Géographie
Ves Touškov se trouve à 21 km à l'ouest-sud-ouest du centre de Plzeň et à 106 km à l'ouest-sud-ouest de Prague.
La commune est limitée par Lochousice au nord, par Kotovice au nord-est et à l'est, par Stod au sud-est, par Hradec et Lisov au sud, et par Honezovice à l'ouest.

## Histoire
La première mention écrite de la localité date de 1243.

## Administration
La commune se compose de deux sections :
- Mířovice
- Ves Touškov

## Galerie

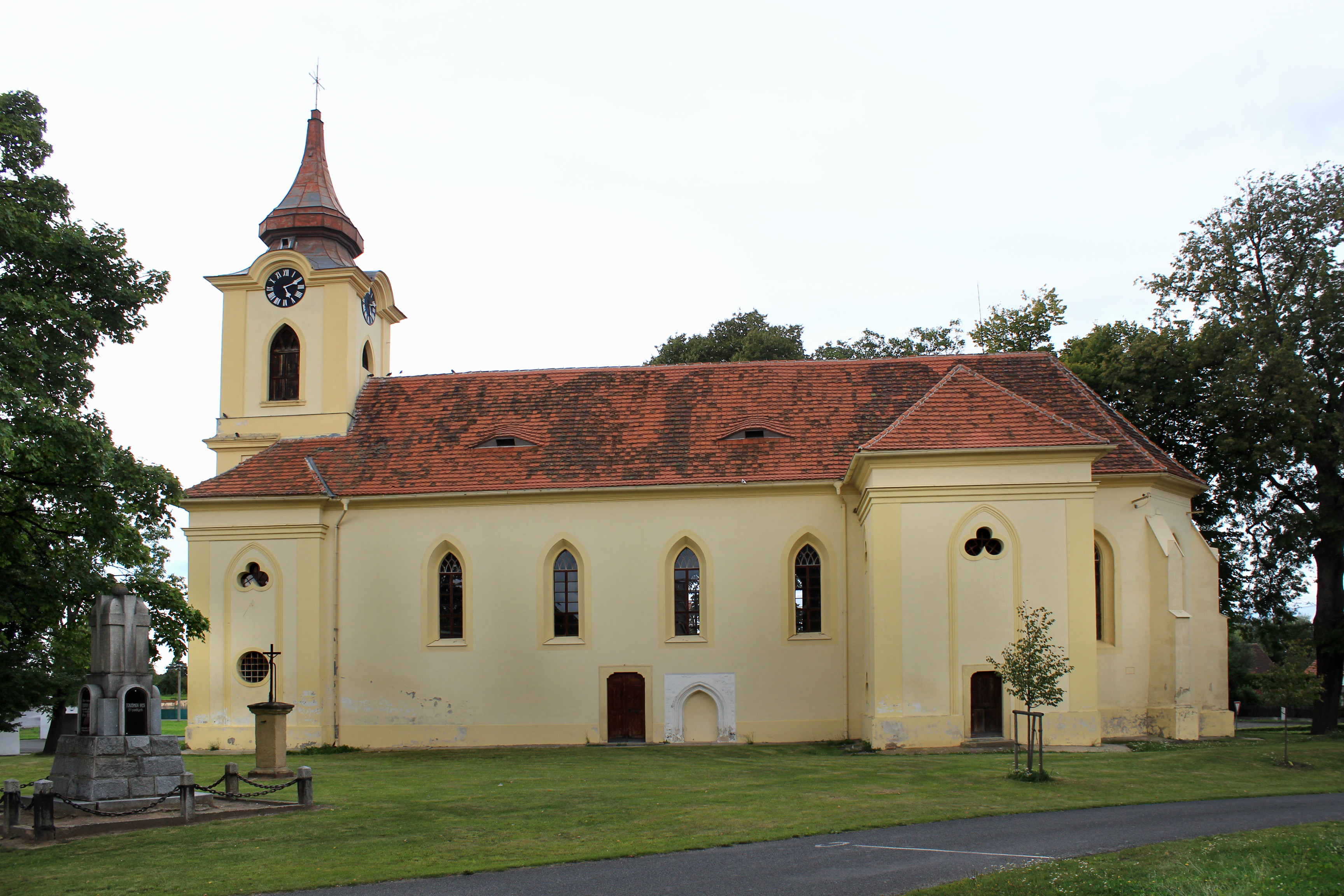
Église Sainte-Margaret.
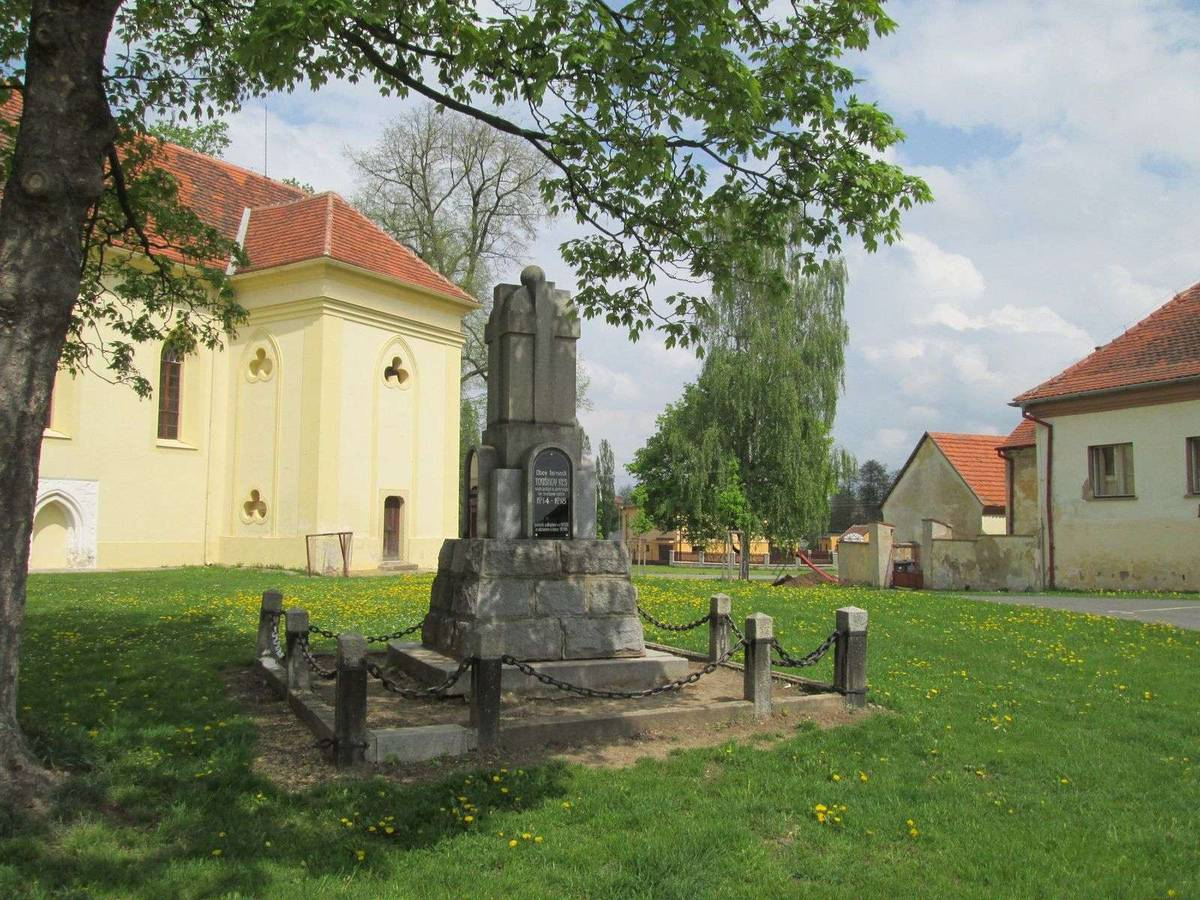
Monument aux morts.

## Transports
Par la route, Ves Touškov se trouve à 3 km de Stod, à 25 km de Plzeň et à 118 km de Prague.